# Акрополис
Акро́полис (укр. Акрополіс, греч. Ακροπολις) — село в Симферопольском районе Крыма, входит в состав Трудовского сельского поселения (Трудовского сельского совета). Официально село зарегистрировано 21 июня 2006 года (Верховным Советом Автономной Республики Крым), а 17 мая 2007 года это решение было утверждено Верховной Радой Украины.

## Население
| 2007 | 2011 | 2014 |
| ---- | ---- | ---- |
| 262  | ↗342 | ↗465 |

На 17 мая 2007 года население составило 262 человека; по данным сельсовета на 2009 год площадь, занимаемая селом, 33 гектара, на которой в 200 дворах числилось 700 жителей. На 2011 год, по данным Симферопольской райгосадминистрации — 342 жителя, площадь совета 32,4 гектара.

## Современное состояние
В Акрополисе 9 улиц и 3 переулка, площадь, по данным сельсовета на 2009 год, занимаемая селением, 33 гектара, на которой в 200 дворах числилось 700 жителей.
В селе располагалась творческая студия «El-Cheber» (в переводе — «Страна мастеров») художника-керамиста и гончара Рустема Скибина

## География
Село Акрополис расположено в центре района, практически — северо-восточная окраина Симферополя, примыкает с северо-запада к шоссе P-23 Симферополь — Феодосия, вплотную граничит на юге с входящим ныне в состав города бывшим селом Белое и посёлком Айкаван на западе.